# Archespor
Merystem archesporialny, archespor – roślinna tkanka zarodnikotwórcza.

## Mszaki
U mszaków występuje wewnątrz zarodni. W wyniku podziałów mitotycznych archespor rozrasta się. Powstałe komórki macierzyste zarodników przechodzą mejozę. Efektem podziału mejotycznego jest wykształcenie haploidalnych zarodników (1n) (mejospory).

## Paprotniki
U paprotników jednakozarodnikowych powstawanie zarodków przebiega podobnie jak u mszaków. W megasporangiach paprotników różnozarodnikowych tylko jedna komórka archesporu przekształca się w komórkę macierzystą, z której powstają 4 haploidalne megaspory. Pozostałe komórki archesporu są zużywane przez komórkę macierzystą. W mikrosporangiach powstaje wiele komórek macierzystych a po podziale mejotycznym liczne mikrospory.

## Rośliny nasienne
U roślin nasiennych występuje w komorach pylników, gdzie jest otoczona przez warstwę wyściełającą komorę pyłkową – tapetum, oraz w ośrodku zalążka. Wykształcają się z niej ziarna pyłku (mikrospory) oraz makrospory, z których rozwija się woreczek zalążkowy wraz z komórką jajową. Jest zaliczana do tkanek twórczych wtórnych.